# 陳文敏
陳文敏，SC (Hon)（约1959年—），香港大學法律學院客席教授和前公法講座教授，香港唯一一位名譽資深大律師，於2002年至2014年擔任香港大學法律學院院長。曾任英國劍橋大學、倫敦大學學院、美國濱夕汛尼亞州大學、瑞士蘇黎世大學等客座教授。2019年獲大學教育資助委員會頒授<人文學與社會科學傑出學者獎>，表揚他在學術硏究的成就和貢獻。同年以<正道、法治：寫在風雨之後>一書獲第13屆香港書獎，並獲香港大學榮升為公法講座教授。2021年於香港大學退休，2023年起獲英國倫敦大學學院任命為法律學院名譽教授。

## 簡介
陳文敏是天主教徒，曾在香港聖文德書院，聖若瑟英文中學以及香港大學及英國]與倫敦政治經濟學院接受教育，1982年在香港取得大律師資格。陳文敏曾經任職歐洲人權委員會，而陳文敏本人專長於研究人權、憲制及行政法，曾在香港及海外學術期刊發表近200篇學術文章。
1984年初，匯點成立香港基本法工作小組，陳文敏與張玉堂、陳弘毅等數名法律系畢業生共同擬定一份其心中的基本法大綱。5月，匯點六子（劉迺強、曾澍基、陳文鴻、王卓祺、張玉堂與杜耀明）將該草案放入行李篋，帶到北京向不同界別的中方人士講解，同時聆聽中方意見，特別是對「特別行政區」、「基本法」及「香港民主改革」等範圍的見解。
陳文敏無博士學位，但其實他以前曾就讀博士課程。1990年，香港在中國內地發生六四事件後剛開展《香港人權法案條例》，憲制中有許多需要修改的地方。陳文敏認為自己作為學者為此能作出的貢獻遠大於攻讀博士學位，故他最後放棄修讀博士學位，從而專注於協助草擬人權法的工作 。
最終陳文敏的多項有關《香港人權法案條例》的建議最終均被採納，成為現行人權法的藍本，包括人權法引入《公民權利及政治權利國際公約》而非為港量身訂製、透過修改《英皇制誥》解決人權法凌駕地位問題、讓各級法院均可應用人權法與該法先約束政府與公共機構一段時間後再延至私人訴訟。
1995年，陳文敏被選為香港十大傑出青年，並於1999年獲得人權新聞獎。
2003年5月10日，陳文敏獲香港終審法院首席法官李國能委任為名譽身份的資深大律師。他是自1997年7月1日香港回歸以來，首位名譽身份的資深大律師。
2013年12月17日，陳文敏於以資深大律師身份成功參與多宗重要訴訟，包括協助遭社會福利署以居港未滿7年為由拒絕發放綜援的63歲內地新移民孔允明贏得官司，及代表23位立法會議員挑戰<緊急權力條例>及<矇面法規例>等。
2002年至2014年 陳文敏任職香港法律學院院長 , 長達 共12年。 任來他推動課程改革，引進雙學位和免費法律諮服務，籌建法律學院大樓，提升法律學院的國際地位，擴展和深化與多所國際知名大學的合作和研究，協助培訓國內的法律人才等等。 2013年香港大學法律學院在全球法律學院中排名17， 成為舉世知名的國際學院。
陳文敏是國際知名學者，曾任英國劍橋大學、倫敦大學學院、美國濱夕汛尼亞州大學、瑞士蘇黎世大學等客座教授。2019年獲大學教育資助委員會頒授<人文學與社會科學傑出學者獎>，表揚他在學術硏究的成就和貢獻。同年以<正道、法治：寫在風雨之後>一書獲第13屆香港書獎，並獲香港大學榮升為公法講座教授。2023年起獲英國倫敦大學學院任命為法律學院名譽教授。在香港大學副校長風波中，多名來自英國劍橋大學、澳洲墨爾本大學及美國紐約大學等國際知名學者均曾發表聲明，肯定他的學術貢獻和成就。

## 學歷
- 香港大學法學士
- 香港大學法學專業證書
- 倫敦政治經濟學院法學碩士
- 香港大律師公會會員 (1982)
- 香港名譽資深大律師 (2003)

## 公職
陳文敏曾獲委任為多家公共機構成員：
- 香港大律師公會執行委員會
- 香港消費者委員會
- 香港廣播事務管理局
- 香港報業評議會
- 香港中央政策組

## 香港大學副校長任命事件
2015年1月，左派報章《大公報》和《文匯報》率先洩密，引述消息指陳文敏可能出任香港大學副校長，並大篇幅報導。 
《明報》前總編輯劉進圖於2015年2月撰文表示，一些極具影響力的政府人士曾經致電要求香港大學校務委員會否決由香港大學法律學院前院長陳文敏出任副校長，公民黨法律界立法會議員郭榮鏗亦稱獲悉此事，指出是香港行政長官梁振英和行政會議成員之所為。《蘋果日報》認為，綜合多名消息人士指出，除了行政會議成員張志剛和中央政策組顧問高靜芝分別向香港大學校務委員施壓外，行政長官梁振英更曾經直接致電校務委員及部份香港大學高層人員，鼓動校園內部「反陳文敏」。
2015年9月29日，港大校委會以12比8票數，否決陳出任副校。因保密協議未有交代原因，但港大校委會本科生代表，學生會會長馮敬恩個人主張確保港大師生校友的知情權，在會後違反保密協議發表聲明，當中透露了部分與會者的意見和取態。同時馮敬恩亦因為違反保密協議備受質疑。
以下為本科生代表馮敬恩違反保密協議，選擇性公開了校委成員反對的重點：
- 紀文鳳、梁高美懿及洪丕正三名校委成員因陳文敏在未任命前就公開提及自己是唯一候選人，故認為陳文敏的操守﹙Integrity﹚有問題。其中紀文鳳及梁高美懿指出從大公司高層招聘的角度，若有應徵者在獲聘前如此高調表露身份，必不會錄用。
- 李國章質疑陳文敏沒有博士學位，因而沒有資格擔任副校長。他亦質疑為何部份政黨會如此支持陳文敏。此外，李國章指出陳文敏當年出任法律學院院長只因他是好人﹙Nice Guy﹚，並非靠其學術成就。﹙然而，港大校委會考慮副校長人選時未有把持有博士學位列為必要條件，在否決陳文敏出任副校長後仍未有新增博士學位為必要條件。﹚
- 廖長江引述Google Scholar搜尋結果，指陳文敏的文章在過去五年只被搜尋過四次。
- 陳坤耀引述其個人的資料搜集，指陳文敏鮮有在學術期刊發表文章，或成為學術文章的主要作者。陳坤耀亦質疑陳文敏的資歷不及其他副校長，以及指出陳文敏連博士學位亦沒有，怎會有資格處理有博士學位人士的應徵。（註：陳坤耀否認曾在會上質疑陳文敏沒有博士學位，質疑者其實另有其人）。[19]
- 王䓪鳴指陳文敏擔任副校長會令香港大學進一步分裂。
- 盧寵茂指陳文敏學術水平不合乎標準，研究成績連助理教授亦不如，並指責陳文敏沒有在其跌到後致以慰問﹙show sympathy﹚。
- 除了馬斐森校長、郭新教授、袁國勇醫生、張祺忠博士、吳國恩先生、研究生代表Mr. Aloysius Wilfred Raj Arokiaraj、馮敬恩本人，以及另外一名校務委員會成員投贊成票之外，其餘校委會成員均投反對票。

2015年10月8日《明報》引述港大校委會成員張祺忠表示，學生會長馮敬恩對外公開的校委會成員反對陳文敏任命的理據大部分正確，但印象中陳坤耀並無說過陳文敏沒有博士學位，該說法是出自其他校委口中。他又指出，校委盧寵茂雖然在會上曾經提到陳文敏在他受傷後沒有慰問，但並未指明這是他反對陳文敏出任副校的原因。
2015年10月2日，香港大學校友的香港立法會主席曾鈺成認為，陳文敏身分變得政治化，即使成為副校長也難以履行職務。
同日，港大建築學院院長克里斯．韋伯斯特（Christopher John Webster）在《明報》中回應港大校委會否決任命陳文敏出任副校長一事，他表態支持校委決定。韋伯斯特不認為任命主責內部行政事務的副校長與學術自由有很大關係。他表示：「我經常留意所擁有的院校自主是否足夠支持我將世界級的教育傳授予聰明的學生及拓展知識，我沒聽過有人明確指控港大在這方面妥協」。 
2015年10月3日，《港人講地》指出部分人士說不應把院校政治化，但陳文敏偏偏批准了下屬收匿名捐獻在大學內舉辦政治活動，審核委員會亦明確指出其處理「不符預期標準」。倘若校委會因此懷疑他能否秉持政治中立去分配及管理大學人事與資源，對任命他為港大副校長有所保留，亦不為奇。
2015年10月5日，香港大學法學院發表聲明，支持前院長陳文敏：「我們曾有幸得他掌舵」。

## 政治立場
2016年5月，陳文敏接受商業電台〈雲常開〉節目的訪問時發表自己對港獨的看法。他認為若政府越是不讓人提起港獨，大家的反應和反抗情緒越大，又或是更想談及港獨 。陳文敏覺得港獨的概念其實很模糊，政府應讓大家溝通，不然只會令人更懷疑其背後目的或意圖。
另外，陳文敏表示政權的改變並非即時性，需要人們堅持，而不是靠暴力爭取。於他而言，香港充斥了太多阿諛奉承的人。他說：「不同極端政治光譜的人在行政會議的情況越來越少，這種單一的情況造成困局。政府排除了政治立場上持異見的人，同時也排除了有能人士在外 」。他進而指出，香港本來的制度很有秩序，但現在有人不跟隨而特事特辦、貪污，內地面對的問題（如：沒有法治、司法不獨立、貪污嚴重）已逐漸擴散到香港。陳文敏坦言，希望2017年換了特首及其班子後香港仍能有希望、可作出改變。陳文敏亦批評全國人大作「行政決定」侵蝕香港司法權和高度自治，李飞稱人大決定一言九鼎，令人痛心，因人大釋法雖對香港《基本法》有約束力，但無規定人大行政決定也對香港有約束力。陳文敏亦因此常成為親建制派抨擊的對象，建制派專欄作家屈穎妍曾刊文批評他是「反對派的法律骨幹」。

## 言論及爭議

### 被澳門拒絕入境
2009年2月27日，陳文敏原定到澳門大學演講，但被入境人員以「內部保安綱要法」為由，拒絕入境。他估計可能與以往曾經加入45條關注組及批評香港基本法第23條立法有關。澳門關員指名單上有他的名字，因此拒絕他入境。當時澳門已就基本法第23條立法，並即將生效。

### 新移民綜援案
陳協助案中62歲新移民婦人孔允明爭取領綜援，代表孔允明的資深大律師陳文敏先陳詞。他指《基本法》第36條保障香港居民有依法享受社會福利的權利，所指的「居民」無分永久或非永久性居民，居港七年的限制亦是歧視新來港人士。陳又指政府若要剝奪居民享受社會福利，必須透過立法，但現時居港滿七年的限制只屬行政措施，並無法例基礎支持，因此屬違憲。

### 認為大學不應遏制討論港獨
2017年9月，時值各大學開學時發生港獨橫額和民主牆風波，各大學校長發表聯合聲明反對港獨及指出港獨無討論空間，政務司司長張建宗希望市民不應用言論自由空間鑽空子鼓動港獨理念，陳文敏表示他不支持港獨，但認為這不代表大學內就不能討論港獨，因大學是討論爭議問題的地方，讓大家愈辯愈明，覺得觀點不正確就去辯論而不是純粹遏制。他稱大學的責任包括客觀學術討論，大學不會干預不同的觀點，他舉例說同性婚姻和安樂死也不為法律所容許但不表示不可討論。其認為言論自由底線不可矯枉過正，「單是言論討論不足以構成違法，鼓吹武力推翻政權才是違法」。

### 海外法官任命爭議
2018年，英國最高法院院長何熙怡女男爵和加拿大最高法院前首席法官麥嘉琳獲委任為香港終審法院非常任法官，有建制派議員要求就兩名外籍法官的任命召開公聽會，甚至提出任命前須審查其背景。陳文敏批評「中國人不可有外國法官」之說是短視和民粹，強調香港在普通法制中是一個很小的法域，若能邀論普通法系中聲名顯赫的法官加入終院，將能提升香港法院在普通法制中的地位，提升國際社會對香港法律制度的信心，對一國兩制非常重要。。陳文敏強調，在普通法制度下，首席法官地位顯赫，上述兩位女士都是蜚聲國際的法官，難得她們願意出任終審法院非常任法官，這是正面肯定香港司法制度在國際間的地位，「一些無知之徒和議員還在質疑香港是否需要海外法官和這兩位法官是否合適，坐井觀天，曰天小者，非天小也，其所見小也！」

### 淡化刺警「孤狼」襲擊案變相「同情」兇徒
在2021年7月1日梁健輝企圖謀殺警員後畏罪自殺，不少反對派中人到場「悼念」及「獻花」。香港大學法律學院講座教授陳文敏卻指獻花悼念可能違法的說法牽強，並聲稱「現時仍未確定事件是否屬恐怖活動及可能只屬一宗襲警事件」。

### 扭曲《監獄規例》修訂，謬指張敬生延長服刑
2024年10月9日，陳文敏於《明報》專欄撰文評論港大學生會評議會時任主席張敬生的案件。張於2021年在評議會上支持七一刺警案疑兇梁健輝的議案，承認煽惑他人有意圖而傷人罪，被判囚2年，上訴後減刑至15個月。張主張自己在囚期間行為良好，應獲三分之一刑期扣減並即時釋放，但懲教署基於國安委的決定繼續羈押他。高等法院裁定懲教署羈押合法，並重申國安委的決定不受司法覆核挑戰，駁回張的人身保護令申請。
陳文敏撰文指張敬生不獲減刑片面形容為「延長服刑」，明顯扭曲《監獄規例》修訂的原意。修訂旨在加強國家安全保障，針對危害國家安全的罪行增設更嚴謹的減刑條件，以避免減刑影響國家安全。張敬生的刑期未被延長，只是未能符合新的減刑條件，與「延長服刑」完全不同。

## 外部連結
- Faculty of Law, HKU homepage: Chan, Johannes Man Mun